# Židovska općina Split
Židovska općina Split je vjerska organizacija građana Hrvatske židovskog podrijetla. Sjedište općine je u Splitu. 

## Povijest
Židovi su u Splitu prisutni još iz vremena selidbe preživjelog stanovništva iz Salone u 7. stoljeću. Međutim, njihov broj u ovom gradu postaje značajan u 16. stoljeću kada Mletačka Republika dopušta naseljavanje veće zajednice španjolskih i portugalskih izbjeglica. Tada se u sjeverozapadnom dijelu Dioklecijanove palače naseljava zajednica od 200-300 pripadnika sefardske zajednice. U tom je razdoblju djelovao i Danijel Rodriguez, čijom je zaslugom izgrađena Splitska skela i lazaret (dovršeni oko 1592.), a Split postao važnim središtem trgovine. Splitska sinagoga prvi se put spominje u doba generalnoga providura Alviza Zorzija (1628–39). Godine 1642. bila je u Splitu osnovana zalagaonica, a odlukom mletačkih vlasti 1751. godine Židovi su dobili potpunu slobodu trgovanja na veliko i malo na području Dalmacije i Albanije.
U Splitu su se Židovi bavili bankarstvom koje je zaživjelo nakon privilegija dobivenih od Rodriguezovog pothvata proširenja gradske luke i drugih projekata. Osim bankarstva, bavili su se i trgovinom, a bili su i krojači. Istaknuli su se trgovanjem rabljenom robom, te kao vojni kirurzi u protuosmanskim ratovima u 17. st. Oni su također bili i vrhunski diplomati i pregovarači, prvenstveno zbog dobrog poznavanja jezika, a i poznanstava koja su imali sa Židovima u drugim zemljama. U dokumentima jednoga spora iz 18. st. spominje se i podatak o postojanju čak 32 židovska dućana u Splitu. Nakon papinskog Edikta o Židovima (1775.) i mletačke uredbe Ricondotta (1777.), splitski je geto bio zatvoren vratima s juga i sjevera. Nastupom francuske uprave 1805. i primjenom Deklaracije o pravima čovjeka i građanina, postali su pred zakonom ravnopravni građani. Aktivno su sudjelovali u društvenom i ekonomskom životu, ali i u obrani grada od osmanske opasnosti. 
Početkom Drugog svjetskog rata žiodovska zajednica je brojala 284 člana. Stradala je pod njemačkom okupacijom kada je studenog 1943. 115 Židova Splita ubijeno u nacističkim logorima. Neki od Židova su se u ratu pridružili dalmatinskim antifašistima, ali su zlodjela nad Židovskom općinom započeli talijanski fašisti u lipnju 1942. pljačkom dragocjenosti i javnom paleži arhive iz sinagoge na Pjaci. Talijanski fašisti provalili su tog prijepodneva u malu sinagogu uz sjeverozapadni zid Dioklecijanove palače usred molitve. Okupljene splitske Židove počeli su mlatiti palicama, staro i mlado. Neki su kroz prozor uspjeli pobjeći u geta, a od onih koji se nisu uspjeli izvući, pedesetak ih je naposljetku izišlo obliveno krvlju. Crnokošuljaši su se potom bacili na razbijanje po sinagogi. Pokrali su svo srebro koje su pronašli, a obredne tekstove iz 17. i 18. stoljeća, knjige, rukopise i sve što se dalo ponijeti odnijeli su nekoliko desetaka metara niže na Pjacu, današnji Narodni trg. Napravili su lomaču na koju su nabacali i knjige koje su donijeli iz obližnje stare knjižare Vida Morpurga, a njihov fašistički vicefederal Giovanni Savo ogrnuo se rabinovim plaštom i predvodio ples oko lomače imitirajući židovske obrede. Godine 2018. na splitskoj Pjaci, svečano je otvorena ploča u spomen na nemili datum devastiranje sinagoge u Splitu.
Danas zajednica broji oko stotinu članova. Staro židovsko groblje u Splitu se nalazi na Marjanu. Na groblju se nalazi oko 700 nadgrobnih spomenika, a najstariji je iz 1717. godine.

## Vanjske poveznice
- Židovska općina Split